# Río Genil
El río Genil es un largo río del sur de España que nace en Sierra Nevada, provincia de Granada, y desemboca en el río Guadalquivir en Palma del Río, provincia de Córdoba. Es el segundo río más largo de Andalucía y el séptimo de la península ibérica, tras el propio Guadalquivir y el río Júcar.

## Origen etimológico
El origen etimológico de su nombre deriva del término latino Singilis, como una ciudad homónima, presenta el 'ili' claramente turdetano-sud-ibérico (Ilíberis, Ilurco, Ilipula) aunque en posición final (como tagili-tíjola). Aunque, según Pokorny y E. Bascuas, "Sil" es una forma de origen paleoeuropeo, derivada de la raíz indoeuropea *sei- 'gotear, correr, húmedo'. Apoyado también por las referencias a la Sierra Nevada desde la antigüedad. Plinio el Viejo ya mencionó en el siglo I la existencia del monte Solarius en la zona fronteriza entre las provincias romanas de Hispania de la Bética y la Tarraconense. Durante la época visigoda, Isidoro de Sevilla habló del monte Solorio, derivado de mont Oriens, «monte en el que luce el sol antes de salir». Posteriormente, diversos autores islámicos la mencionan, denominándola unos Yabal Sulayr (monte del Sol o del Aire), Yabal-al-Tay (monte de la Nieve), y otros simplemente monte Sulayr.
Los árabes lo transcribieron como Sinyil, Sanyil, Sannil y Sinnil, este último nombre (Sin=Mil, Nil=Nilo) poetizado en alusión a los numerosos afluentes que recibe de Sierra Nevada y que, en su confluencia con la Vega de Granada, nada tenía que envidiar al río Nilo. Posteriormente se llamó Guadaxenil, para derivar a su forma traducida actual, río Genil.

## Curso
El río Genil pasa por los núcleos de Pinos Genil, Granada, Chauchina, Fuente Vaqueros, Láchar, Villanueva Mesía, Huétor Tájar, Loja, Iznájar, Rute,Cuevas Bajas ,Cuevas de San Marcos, Benamejí, Puente Genil, Isla Redonda-La Aceñuela y Écija, desembocando en el Guadalquivir en Palma del Río.

### Cabecera
El río Genil nace de la unión de los ríos Real y Guarnón. Más concretamente, el río Genil tiene su origen en la laguna de la Mosca o del Mulhacén, sita en la cara norte del Mulhacén, y allí donde nace se le conoce con el nombre de río Valdecasillas. Éste, a su vez, recibe por la izquierda al río Valdeinfierno, en el lugar conocido como Majada del Palo, y a partir de esta confluencia pasa a llamarse río Real. Al recibir más adelante al río Guarnón, que desciende por su margen izquierda desde el Corral del Veleta, en el lugar donde se ubica la Mina de la Estrella, es cuando dicho río pasa ya a denominarse Genil hasta desembocar en el Guadalquivir.

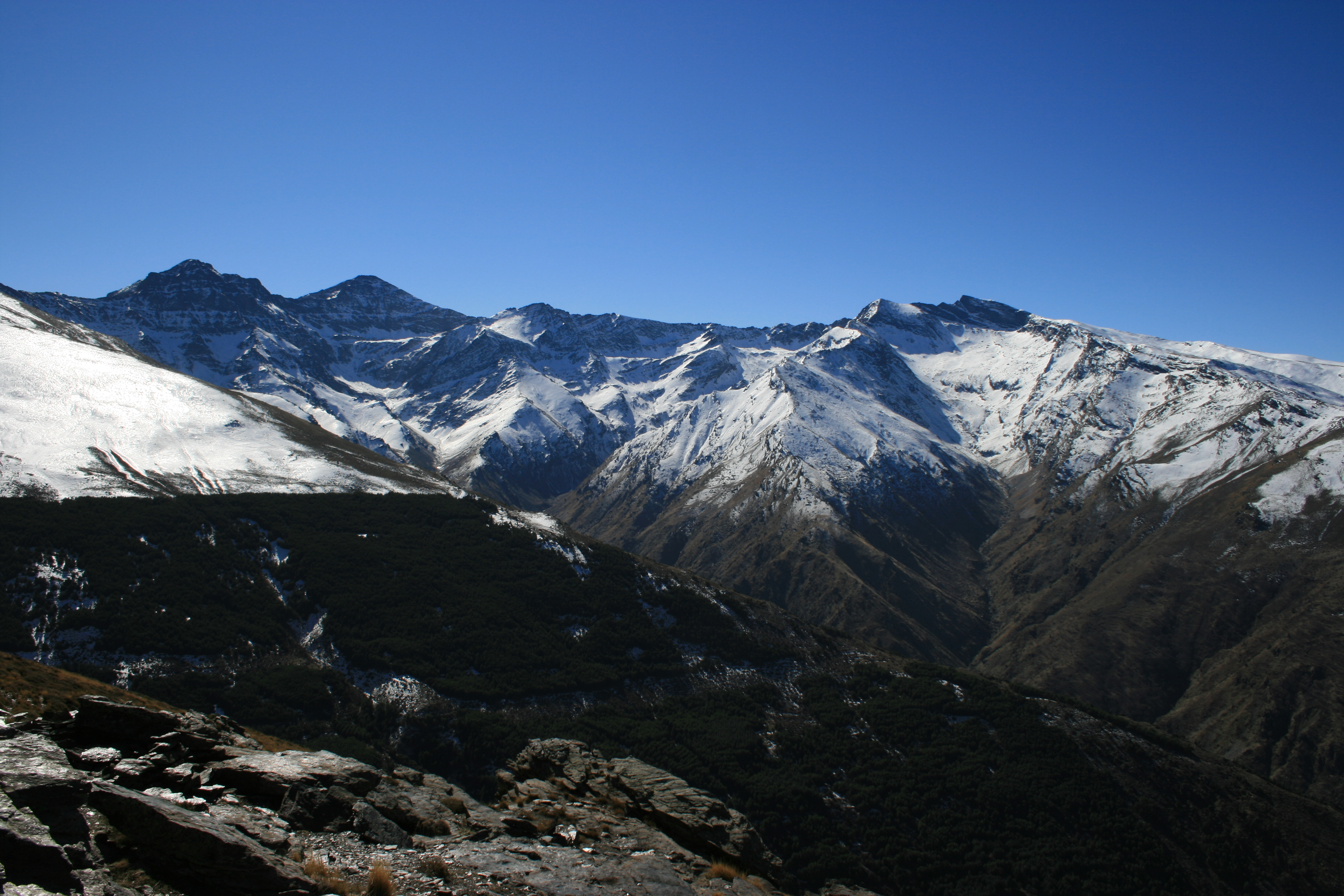
Nacimiento del río Genil en Sierra Nevada.

Por todo ello, puede afirmarse no solo que las aguas del Genil provienen de las cumbres de los dos picos más elevados de Sierra Nevada, a saber, el Mulhacén (3479 m de altitud) y el Veleta (3396 m de altitud), separados entre ellos por varios kilómetros, sino también que este gran río procede de la unión de una serie de pequeños ríos de montaña que, en su conjunto y con diversos apelativos locales, conforman su cabecera. También la tercera altura de Sierra Nevada, la Alcazaba, contribuye a su alimentación a través del Barranco de Lucía, primer afluente del Río Real.

### Curso alto
En su descenso por Sierra Nevada el Genil recibe los aportes de diversos arroyos, en esta zona llamados barrancos, y justo antes de encontrarse con su primer embalse, el embalse de Canales, recibe por la margen derecha al río Maitena, que proviene del paraje conocido como Lavaderos de la Reina, al pie de los Tajos Negros de Covatillas. Tras el embalse, el Genil atraviesa la localidad de Pinos Genil y recibe a al río Aguas Blancas por la margen derecha. Tras atravesar el término de Cenes de la Vega, el Genil entra en la ciudad de Granada por su flanco sureste. 
Del paso del Genil por la ciudad de Granada destaca una secuencia de espacios públicos ajardinados constituida por los Paseos de la Bomba y del Salón, los Jardines del Genil, la Carrera de las Angustias y las plazas de Bibataubín, de Mariana Pineda y del Campillo, que son el principal testigo en Granada del urbanismo decimonónico que, además de poner bajo control el medio natural, dotan a la ciudad de espacios para el esparcimiento y la sociabilidad. Todo el tramo entre el puente Verde y el puente del Genil, incluyendo sus dos riberas, su cauce, sus pretiles y la pasarela de las Brujas, ha sido declarado Bien de Interés Cultural con la categoría de Jardín Histórico.
Dejando atrás la ciudad, el Genil atraviesa en sentido este-oeste toda la depresión de Granada, cuyo espacio central es la cuenca sedimentaria regada por el río y sus afluentes que proporciona los recursos hídricos necesarios que han permitido una elevada densidad de población y el desarrollo de una agricultura altamente productiva desde muy antiguo. Consecuentemente el Genil, y también sus afluentes Beiro, Monachil, Juncaril, Salado y Dílar, a su paso por la Vega de Granada se han vistos sometidos a un encauzamiento o canalización intensivo.
En el extremo oriental de la depresión el Genil se abre paso en dirección a Loja a través de un pasillo que forma una zona intermedia entre los cursos alto y bajo. Aquí se encuentran los Infiernos de Loja y recibe las aportaciones del río Frío y el río Pesquera poco antes del gran embalse de Iznájar. 

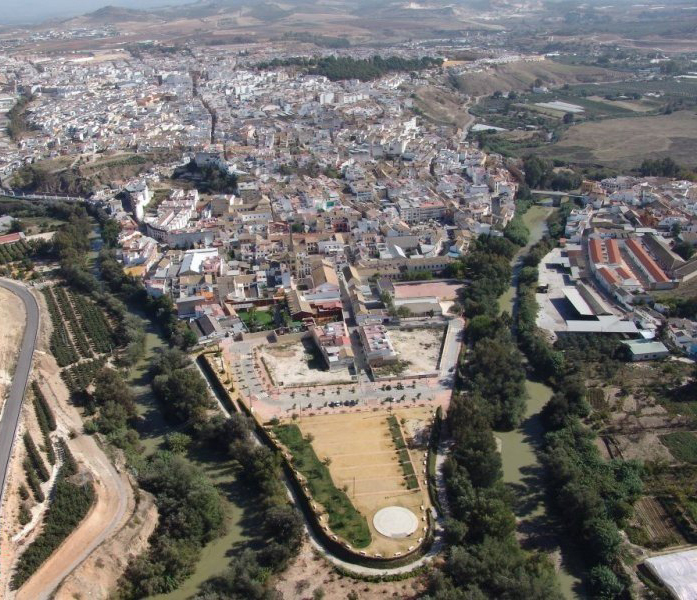
Vista de Puente Genil sobre un meandro del Genil

### Curso bajo
Tras el embalse de Iznájar el Genil marca el límite entre las provincia de Málaga y Córdoba y un poco más adelante entre las de Córdoba y Sevilla. En estre tramo baña los términos de Rute, Cuevas de San Marcos, Encinas Reales, Cuevas Bajas, Benamejí, Palenciana, Lucena, Alameda y Badolatosa, abriéndose paso hacia la Campiña. Aquí se encuentran dos embalses menores: el embalse de Malpasillo y el embalse de Cordobilla, cuarto y último embalse del Genil. Ambos ha sido declarados paraje natural por su importancia por alojar a numerosas aves durante sus vuelos migratorios.
Casi todo este tramo tiene un relieve abrupto de carácter accidentado y quebrado con pendientes casi siempre superiores al 20 %. La erosión modeladora del relieve s 
e debe al río Genil, que en este sector de su curso se encuentra muy encajado en los materiales triásicos que  atraviesa, formando un valle estrecho y abarrancadas vertientes. La diferente dureza de los materiales triásicos ha favorecido la erosión diferencial que se refleja en el accidentado relieve existente. Así, los afloramientos dolomíticos más resistentes destacan como relieves  positivos, frente a los margo-arcillosos que ocupan las zonas topográficas más deprimidas.
El resto del curso bajo del río transcurre por los paisajes suaves de las campiñas cordobesa y sevillana a través de campos de cultivo y las ciudades de Puente Genil, Isla Redonda-La Aceñuela, Écija y Palma del Río, esta última junto a su desembocadura en el Guadalquivir. 

## Cuenca hidrográfica
La cuenca hidrográfica del Genil, dependiente de la cuenca hidrográfica del Guadalquivir, abarca 8278 km², siendo casi tan grande como la Comunidad de Madrid, y una longitud de más de 300 km, comprendiendo parte de las provincias de Granada, Jaén, Málaga, Sevilla y Córdoba.

### Afluentes
Sus afluentes más importantes por caudal y extensión son el río Cubillas con cabecera en los manantiales de Deifontes, el río Cabra que nace en el paraje de la Fuente del Río de Cabra, el río Anzur  y el río Cacín, con cabecera en la Sierra de la Almijara. Otros afluentes del Genil son los ríos Beiro, Monachil, Aguas Blancas, Darro y Dílar en la cabecera; los ríos Noniles, Manzanil, Frío, Pesquera y el arroyo del Salar, en la cuenca alta; y el arroyo del Cerezo, el río de las Yeguas y el río Blanco en la cuenca baja.
En la siguiente tabla se intenta identificar a los afluentes primarios y secundarios de mayor longitud.
| Río                  | Río                  | Fuente                  | Desembocadura      | Longitud (km) |
| -------------------- | -------------------- | ----------------------- | ------------------ | ------------- |
| Río Real             | Río Real             | Mulhacén, Sierra Nevada | Cabecera del Genil | 2,1           |
| Río Guarnón          | Río Guarnón          | Veleta, Sierra Nevada   | Cabecera del Genil | 5             |
| Río Vadillo          | Río Vadillo          | Sierra Nevada           | Margen derecha     | s/d           |
| Barranco de San Juan | Barranco de San Juan | Sierra Nevada           | Margen izquierda   | s/d           |
| Río Maitena          | Río Maitena          | Sierra Nevada           | Margen derecha     | s/d           |
| Río Aguas Blancas    | Río Aguas Blancas    | Sierra Nevada           | Margen derecha     | 16,1          |
| Río Darro            | Río Darro            | Sierra de la Alfaguara  | Margen derecha     | 22,6          |
| -                    | Río Beas             | Sierra de Beas          | Río Darro          | 9             |
| Río Monachil         | Río Monachil         | Sierra Nevada           | Margen izquierda   | 26,5          |
| Río Beiro            | Río Beiro            | Sierra de la Alfaguara  | Margen derecha     | 13            |
| Río Dílar            | Río Dílar            | Sierra Nevada           | Margen izquierda   | 36            |
| Río Cubillas         | Río Cubillas         | Sierra Arana            | Margen derecha     | 63,8          |
| -                    | Río Píñar            | s/d                     | Río Cubillas       | 12,9          |
| -                    | Río Colomera         | Sierra del Trigo        | Río Cubillas       | 31,5          |
| -                    | Río de las Juntas    | s/d                     | Río Colomera       | 23,5          |
| -                    | Río Velillosa        | s/d                     | Río Cubillas       | 38,5          |
| -                    | Arroyo del Charcón   | s/d                     | Río Cubillas       | 16,2          |
| Río Noniles          | Río Noniles          | s/d                     | Margen izquierda   | 20,9          |
| Río Cacín            | Río Cacín            | Sierra de Almijara      | Margen izquierda   | 49,9          |
| -                    | Río Cebollón         | Sierra de Almijara      | Río Cacín          | 9,5           |
| -                    | Río Grande           | Sierra de Almijara      | Río Cacín          | 21,7          |
| -                    | Río Alhama           | Sierra de Almijara      | Río Cacín          | 35,2          |
| Arroyo del Villano   | Arroyo del Villano   | s/d                     | Margen derecha     | 26,5          |
| Arroyo del Salar     | Arroyo del Salar     | s/d                     | Margen izquierda   | 23,9          |
| Río Manzanil         | Río Manzanil         | Sierra de Loja          | Margen izquierda   | s/d           |
| Río Frío             | Río Frío             | Sierra Gorda            | Margen izquierda   | 15,9          |
| Río Pesquera         | Río Pesquera         | s/d                     | Margen derecha     | 22,7          |
| Arroyo del Cerezo    | Arroyo del Cerezo    | s/d                     | Margen izquierda   | 10,9          |
| Río de la Hoz        | Río de la Hoz        | Sierra de Rute          | Margen derecha     | 10,9          |
| Río Burriana         | Río Burriana         | s/d                     | Margen izquierda   | 16            |
| Río Anzur            | Río Anzur            | Sierra de Gaena         | Margen derecha     | 57,9          |
| -                    | Río Lucena           | s/d                     | Río Anzur          | 30,8          |
| Río de las Yeguas    | Río de las Yeguas    | Sierra de los Caballos  | Margen izquierda   | 26,7          |
| Río Cabra            | Río Cabra            | Sierra de Cabra         | Margen derecha     | 80,2          |
| Río Blanco           | Río Blanco           | Sierra del Zorrito      | Margen izquierda   | 62            |
| Río Genil            | Río Genil            | Sierra Nevada           | Río Guadalquivir   | 346,1         |

Notas
a También llamado Frailes.

## Embalses
En su cuenca destacan el embalse de Iznájar (el más grande de Andalucía), el embalse de Canales (cerca de su nacimiento) y el embalse de los Bermejales (en el río Cacín), además de otros menores en la cabecera de su cuenca. En su último tramo sus aguas forman parte junto con las de su afluente, el río Cabra, del sistema de regadío Genil-Cabra que abastece una amplia zona regable entre las provincias de Córdoba y de Sevilla.

## Régimen fluvial
El régimen del río es pluvio-nival alcanzando el máximo en invierno, por las lluvias procedentes de los frentes atlánticos, y en primavera, como consecuencia del deshielo de Sierra Nevada y otras montañas béticas que vierten al río. En verano presenta un fuerte estiaje debido a la ausencia de precipitaciones en la cuenca. Si bien está regulado por varios embalses ha causado inundaciones en Écija en 1997 y 2010, midiéndose en esta última 1119 m³/s.

## Uso público
El río es conocido por su adecuación para la práctica del rafting, a su paso por la localidad de Benamejí, considerándose el tramo como rápidos de clase III.
También en las localidades de Cuevas Bajas y Cuevas de San Marcos se puede realizar este deporte con un nivel de iniciación.

## El Genil en los topónimos
El nombre de este río aparece en los topónimos de los siguientes municipios:
- Pinos Genil
- Vegas del Genil
- Puente Genil
- Lancha del Genil
- Miragenil